# Potcoava
Potcoava là một thị xã thuộc hạt Olt, România. Dân số thời điểm năm 2002 là 6142 người.